# Fundación Oroibérico
La Fundación Oroibérico es una entidad sin ánimo de lucro creada para estudiar, conservación y divulgación la flora del Sistema Ibérico. 
La «Fundación Oroibérico» (FO) fue constituida, en escritura pública número 1239, de 25 de junio de 2007, otorgada en Teruel ante el Notario D. Luis Arturo Pérez Collados, del Colegio Notarial de Aragón. 
Su misión principal es la de contribuir a la dinamización y promoción económico-turística de la Sierra de Albarracín en general y del municipio de Noguera de Albarracín y su entorno natural en particular. Para ello, promueve la creación de un centro de estudios de la flora del Sistema Ibérico, un parque botánico y un aula de interpretación.

## Patronato
Inicialmente, el Patronato de la FO está constituido por los siguientes miembros que han aceptado sus cargos:
- Presidente: D. César Morón Sáez., Alcalde de Noguera de Albarracín
- Vicepresidente: D. Gonzalo Mateo Sanz, Profesor Titular de la Universidad de Valencia y Director Científico de la Fundación Oroibérico.
- Tesorero: D. Manuel Jiménez Valero, Concejal de Noguera de Albarracín
- Vocales
  - D. José Carrasquer Zamora, Decano y profesor de la Facultad de Ciencias Sociales y Humanas de la Universidad de Zaragoza y Vicerrector del Campus de la Universidad de Teruel
  - D. Oscar Romero Pérez, Concejal de Noguera
  - D. Pedro Manuel Artigot, Director de la Reserva de Caza Montes Universales, Departamento de Medio Ambiente, Gobierno de Aragón
  - D. José Manuel González Cano, Director del Servicio de Vida Silvestre, Departamento de Medio Ambiente, Gobierno de Aragón, Teruel
  - D. Maximino Jiménez Valero, Director del INEM de Teruel
  - D. Manuel Matas Velasco, Presidente de Grupo Cultek, S.L.U.
  - Dª Pilar Molada Martín, Directora de Grupo Cultek, S.L.U.
  - D. Daniel Pascual, Alguacil de Noguera

La «Fundación Oroibérico» (FO) fue constituida, en escritura pública número 1239, de 25 de junio de 2007, otorgada en Teruel ante el Notario D. Luis Arturo Pérez Collados, del Colegio Notarial de Aragón. 
Su misión principal es la de contribuir a la dinamización y promoción económico-turística de la Sierra de Albarracín en general y del municipio de Noguera de Albarracín y su entorno natural en particular. Para ello, promueve la creación de un centro de estudios de la Flora del Sistema Ibérico, un jardín botánico y un centro de interpretación de Botánica.
Descargar Estatutos FO (documento pdf.) (enlace roto disponible en Internet Archive; véase el historial, la primera versión y la última).

## Memoria
Se plantea como una iniciativa a caballo entre el desarrollo rural sostenible, la promoción de la Cultura local, la protección del Medio Ambiente y la divulgación científica; para promover los estudios y enseñanzas sobre el mundo de las plantas en general y particularmente de la flora silvestre de este término, de la Sierra de Albarracín en que el municipio se enmarca y -en sentido amplio- de las áreas de montaña del Sistema Ibérico (sintéticamente denominadas oroibéricas).
Como actividades esenciales se promueve la creación de dos centros especializados de actividades complementarias y recursos compartidos.

De una parte, Centro de Estudios de la Flora del Sistema Ibérico cuyos principales objetivos serán el estudio, la catalogación, y la conservación de la Flora Del Sistema Ibérico que estará dotado de laboratorios, invernadero, herbario, biblioteca, sala de conferencias y las instalaciones de estudio. .

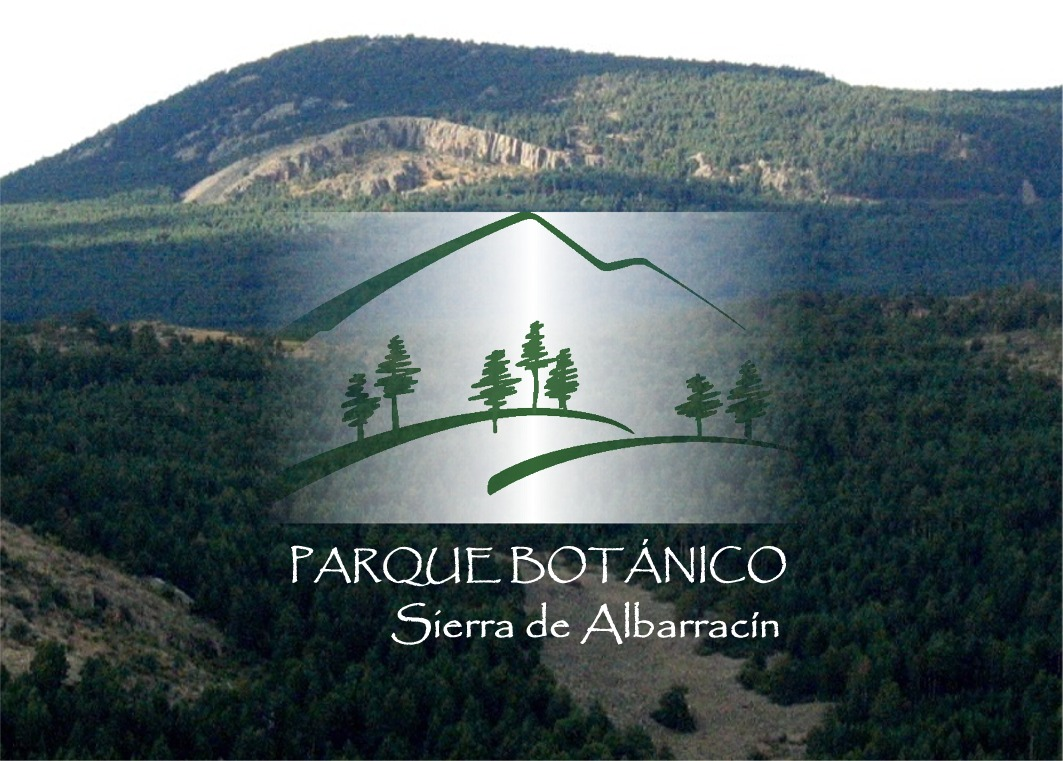
Pinares de La Garganta y Peña Blanca (Noguera)

Dichas instalaciones materiales constituirían el patrimonio base de la fundación, sirviendo de plataforma para la labor cultural, divulgativa e investigadora, que se pretende hacer, concretada a la organización de cursos y seminarios sobre las plantas, su biología, su ecología, sus aplicaciones, etc.; la recepción de grupos de estudiantes o investigadores que deseen acudir por propia iniciativa, la elaboración de una página Web que ilustre sobre la flora comarcal y de las montañas del Sistema Ibérico, más todo tipo de iniciativas que vayan viéndose útiles para los fines específicos comentados anteriormente
Y de otra parte, un parque temático de referencia en botánica integrado en un espacio natural privilegiado como es la Sierra de Albarracín cuyas funciones serán la difusión cultural y turística de la zona que denominaremos Parque Botánico de la Sierra de Albarracín . El PBSA estará dotado de 3 jardines botánicos y un centro de interpretación de la naturaleza con exposición y sala de proyecciones. Estas instalaciones están enfocadas a visitantes de todas las edades y niveles de formación que buscan una oferta de ocio cultural. Las actividades de CEFSI y PBSA son sinérgicas, complementarias y paralelas.
El fin último de este proyecto es convertirse en centro generador de recursos que contribuya a la dinamización económica y social de Noguera de Albarracín y su Comarca y por ende de la Provincia de Teruel y la Comunidad Autónoma de Aragón.

## Objetivos de la Fundación

### Socioeconómicos
Contribuir a la dinamización y promoción económico-turística del municipio de Noguera de Albarracín y su entorno natural. 
Leer más... (enlace roto disponible en Internet Archive; véase el historial, la primera versión y la última).

### Objetivos Científicos
Promoción de los estudios sobre la flora y vegetación (criptogámica y fanerogámica) de la zona en sus aspectos taxonómicos, florísticos, ecológicos, etnobotánicos, etc. Partiendo del término de Noguera y su Comarca, se irá ampliando el marco hasta abarcar el ámbito que denominamos oroibérico (áreas de media y alta montaña del Sistema Ibérico oriental que lo enmarca, del que la zona de partida es inseparable (Montes Universales, Sierra de Javalambre, Gúdar, El Toro, Peñagolosa, etc.).
El proyecto científico está dirigido por el Dr. Gonzalo Mateo, Profesor Titular Numerario del Departamento de Botánica de la Universidad de Valencia (enlace roto disponible en Internet Archive; véase el historial, la primera versión y la última).. Ver aquí las publicaciones más significativas. Así mismo, el profesor G Mateo es el editor y redactor de la revista científica Flora Montiberica y Director de los cursos de verano de la Universidad de Verano de Teruel que se vienen celebrando en sus últimas ediciones en Noguera de Albarracín. 
Leer más... (enlace roto disponible en Internet Archive; véase el historial, la primera versión y la última).

### Objetivos Culturales
Difusión de los conocimientos mencionados en el apartado anterior a todos los niveles (infantil, juvenil, introductorio en adultos, aficionados y profesionales), mediante cursos, talleres, publicaciones, etc.
Leer más... (enlace roto disponible en Internet Archive; véase el historial, la primera versión y la última).

## Objetivos Medioambientales
Promover la protección, conservación y potenciación de los valores naturales y biodiversidad vegetal de los territorios indicados.
Leer más... (enlace roto disponible en Internet Archive; véase el historial, la primera versión y la última).

## Patrimonio de partida

### Edificio de divulgación
Dedicado a las actividades divulgadoras de los conomicimientos botánicos, con sala de exposición de paneles sobre la flora y aula-seminario para proyecciones. El primero con vitrinas que muestran las principales especies y paneles con esquemas y fotografiar sobre aspectos de síntesis, vegetación, etc. El segundo con equipos audiovisuales, asientos y filmaciones o diaporamas para mostrara grupos.

### Edificio de investigación
Dedicado a la gestión de la Fundación y a las actividades científicas. Incluye sala de prensado y secado de muestras, sala de herbario-biblioteca y el despacho del director.

### Jardines Botánicos

#### Jardín Botánico Base
Las plantas expuestas en el área pública del jardín se agruparían en los cuatro apartados siguientes:
1.1.1. Jardín ecológico Dedicado al estudio de las especies vegetales y la relación existente entre ellas y el medio en el que se desarrollan. Con 20 teselas agrupadas por afinidades ecológicas. ver contenido  (enlace roto disponible en Internet Archive; véase el historial, la primera versión y la última).
1.1.2. Jardín taxonómico Dedicado al estudio de la botánica desde el punto de vista científico, así como la adaptación de las especies exóticas fuera de su hábitat de origen. Comprendería 32 teselas, que mostrarían especies pertenecientes a los principales grupos de plantas silvestres en la zona. Ver contenido (enlace roto disponible en Internet Archive; véase el historial, la primera versión y la última).
1.1.3. Jardín biogeográfico Dedicados al estudio y exposición de las plantas clasificadas por su ubicación geográfica. Con doce teselas, que ilustrarían los principales grupos de plantas de la zona en función de su distribución territorial. Ver contenido (enlace roto disponible en Internet Archive; véase el historial, la primera versión y la última).
1.1.4. Jardín etnobotánico Dedicado a las plantas que tienen una relación directa con la existencia del hombre. Con las últimas dieciséis teselas, mostrando las plantas tradicionalmente empleadas en la zona, agrupadas por sus principales usos. Ver contenido (enlace roto disponible en Internet Archive; véase el historial, la primera versión y la última).

#### Jardín silíceo
Se trata de una parcela de algo menos de 1 ha de superficie, ubicada a unos 500 m al norte del extremo de la población, pero situada en un paraje tranquilo y relativamente aislado. Ver contenido (enlace roto disponible en Internet Archive; véase el historial, la primera versión y la última).

#### Jardín calizo
Siguiendo un esquema paralelo al del jardín silíceo, se seleccionó una parcela del término de similares dimensiones, ésta más alejada -a algo menos de 3 km al sur de la población- y situada en un estrechamiento del valle de la Garganta, formado por afloramientos rocosos calizos. Ver contenido (enlace roto disponible en Internet Archive; véase el historial, la primera versión y la última).